# Georges Mauboussin
Georges Mauboussin, né le 9 mars 1862 à Luceau et mort le 2 août 1959 à Gouvieux, est un joaillier français connu pour avoir dirigé la Maison Mauboussin. Il a contribué à l'essor de la joaillerie française, particulièrement dans les années 1920 et 1930. Il est le père de Pierre Mauboussin, ingénieur aéronautique.

## Biographie

### Naissance et enfance
Georges Mauboussin naît le 9 mars 1862 à Luceau, un petit village du département de la Sarthe, en France. Il est le fils d'Urbain Mauboussin, maréchal-ferrant, et de Madeleine Noury, lingère. Issu d’un milieu modeste, il grandit dans un environnement rural où il développe un sens de l’observation et une fascination pour les matériaux et leur transformation, ce qui influencera plus tard sa carrière de joaillier.
Dès son enfance, Georges manifeste un talent artistique remarquable et un intérêt pour le dessin, ce qui conduit sa famille à l’encourager à poursuivre une carrière artisanale. À l'âge de 11 ans, il est envoyé à Paris pour apprendre un métier, marquant le début de son apprentissage dans le monde de la joaillerie.

### Débuts dans la joaillerie
En 1873, il devient apprenti chez son oncle maternel, Jean-Baptiste Noury, fondateur de la Maison Noury, une petite entreprise spécialisée dans la joaillerie. Son talent pour le dessin et son attention aux détails lui permettent de se démarquer rapidement. Après un apprentissage approfondi chez la Maison Debacq, il prend la direction des ateliers de la Maison Noury en 1883, à seulement 21 ans.

### Mariage et vie familiale
Georges Mauboussin se marie en 1890 avec Jeanne Gauthier, originaire de Paris. Le couple a deux enfants :
- Pierre Mauboussin (1892-1984), qui deviendra un ingénieur aéronautique renommé et concepteur d'avions légers, collaborant notamment avec René Fournier[6].
- Une fille dont le nom n'est pas mentionné dans les sources disponibles, qui aurait travaillé dans l'administration de la maison familiale.

Malgré son emploi du temps chargé, Georges est un père attentif et accorde une grande importance à l'éducation de ses enfants, notamment en encourageant Pierre dans sa carrière aéronautique.

## Contribution à la joaillerie
En 1898, Georges rachète l'entreprise familiale et la renomme « Mauboussin, Successeur de Noury ». Visionnaire, il décide en 1923 de déplacer la maison au 3 rue de Choiseul, près de l'Opéra de Paris, afin de regrouper ateliers, bureaux et salons d'exposition en un seul lieu. Sous sa direction, la maison innove en organisant des expositions thématiques dédiées aux émeraudes, rubis et diamants, renforçant ainsi sa renommée internationale.
Georges Mauboussin est également un pionnier du style Art déco, intégrant des designs géométriques audacieux et des pierres précieuses de couleur dans ses créations. Ces choix esthétiques et techniques font de Mauboussin une maison de joaillerie majeure des années 1920 et 1930.

## Distinctions
En reconnaissance de ses contributions à l'art de la joaillerie, Georges Mauboussin est nommé chevalier de la Légion d'honneur. Cette distinction souligne son rôle central dans le rayonnement de la joaillerie française à l'échelle internationale.

## Héritage
Après sa mort, survenue en 1959, la maison Mauboussin poursuit son ascension, restant une référence dans le domaine de la haute joaillerie. Son fils, Pierre Mauboussin, poursuit une carrière dans l'aéronautique.